# Депрессивное поведение у животных
Моделирование депрессии у животных — процесс воссоздания типичных симптомов депрессии в лабораторных условиях, с целью более подробного изучения её механизмов и проверки эффективности исследуемых антидепрессантов.

## Введение

### Депрессия
Депрессивный синдром довольно часто встречающееся расстройство, сопровождающееся целым ансамблем симптомов.
Основные из них: пониженное настроение и нежелание заниматься какой-либо деятельностью. Также у пациентов могут наблюдаться
подавленность, тревожность, ощущение пустоты, беспокойства, собственной никчемности, чувства злости, вины, ущербности.
Они могут терять интерес к видам деятельности, которые раньше находили приятными, терять аппетит или наоборот переедать, у них могут быть проблемы с памятью, концентрацией, принятием решений, нередко, попытки суицида.
Каждый шестой американец сталкивается с симптомами депрессии хотя бы один раз в жизни. ВОЗ ожидает, что к 2020 году депрессия выйдет на второе место в списке заболеваний, по уровню наносимого ущерба человечеству. Препараты из текущего поколения антидепрессантов необходимо принимать достаточно долго (3-6 недель, как минимум), прежде чем установится выраженный лечебный эффект. Кроме того, в почти 40 % случаев и они оказываются бессильны.

### Моделирование депрессии у животных
По ряду очевидных причин, не так-то просто воссоздать «человеческие» симптомы депрессии у мыши или крысы. У животных нет самосознания и саморефлексии, так что такие важные черты болезни как плохое настроение, сниженная самооценка и суицидальность
невозможно воспроизвести без участия в опытах людей. Однако, так как депрессия, как и многие другие ментальные болезни, опирается на эндофенотипы, то они могут быть независимо воспроизведены и исследованы на моделях у животных. Суть здесь заключается в том, чтобы связать молекулярный и организменный уровни развития болезни.
Как возможность возникновения депрессии у животных (позвоночных), так и методы ее устранения являются предметом интенсивных научных исследований.

### Эндофенотипы в моделях депрессии
Были описаны следующие эндофенотипы:
- Ангедония — неспособность испытывать удовольствие.
- Поведенческое отчаяние — может быть измерено с помощью таких тестов, как forced-swimming test(тест принудительного погружения) или the tail suspension test (тест принудительного подвешивания). Оба теста ставят животное в некомфортную для него ситуацию, после чего замеряется время, в течение которого оно борется с ней. Антидепрессанты обычно увеличивают время борьбы.
- Изменения в пищевом поведении — набор или снижение веса характерны для депрессии.
- Изменения в нейроанатомии — депрессивные субъекты часто имеют сниженный объём гиппокампа, также и грызуны, подвергнутые хроническому стрессу или избытку глюкокортикоидов, обнаруживают потерю нейронов в гиппокампе и атрофию дендритов.
- Нейроэндокринные расстройства
- Изменения в архитектуре сна
- Тревога — частый симптом депрессии.

## Скрининг-тесты антидепрессантов
Тесты, позволяющие более или менее точно предсказать будущую эффективность разрабатываемых лекарств.

### Основанные на поведенческом отчаянии

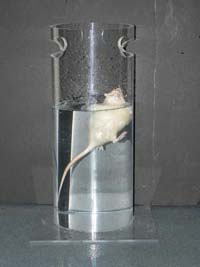
Тест принудительного погружения (тест Порсолта)

- Тест принудительного погружения (тест Порсолта): основан на том, что грызуны будучи помещенными в прозрачный цилиндр наполненный водой, из которого невозможно выбраться, довольно быстро прекращают попытки выбраться из него и просто замирают в ожидании. Такое поведение интерпретируется как пассивная стратегия борьбы со стрессом (поведенческое отчаяние). Антидепрессанты увеличивают время в течение которого мышь будет предпринимать активные попытки выбраться.

К достоинствам теста можно отнести низкую стоимость и хороший предиктивный потенциал в оценке эффективности будущих лекарств.

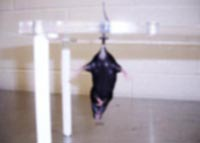
Тест принудительного подвешивания

- Тест принудительного подвешивания: в основе этого теста лежат те же теоретические представления, на которых базируется тест принудительного погружения. Опять мышь оказывается в некомфортной для неё ситуации — на этот раз будучи подвешенной за хвост с помощью липкой ленты и обычно сразу предпринимает отчаянные попытки вырваться, однако довольно скоро убеждается в тщетности своих усилий и замирает в ожидании (поведенческое отчаяние). И здесь антидепрессанты удлиняют время борьбы.

### Основанные на вознаграждении
В качестве вознаграждения используют раствор сахара и внутричерепную электростимуляцию (стимулирование зон головного мозга грызуна, ответственных за удовольствие).
- Интерес к сладкому: снижение интереса мышей к потреблению раствора сахара может быть интерпретировано как ангедония, однако здесь необходимы дополнительные эксперименты для подтверждения гипотезы.
- Внутричерепная электростимуляция: модель, основанная на тех же теоретических основах, что и предыдущая. Мышь учится вращать колесо и получает за это импульсы тока прямо в зоны удовольствия коры головного мозга. Если мышь испытывает депрессию, её мотивация к вращению колеса снижается.

## Модели генерирования депрессии
Зачастую депрессия у людей обусловлена повторяющимися стрессовыми факторами. Соответственно, моделирование депрессии у животных заключается в том, что они подвергаются различным стрессовым факторам, - однократно или хронически.

### У взрослых особей
- Выученная беспомощность: одна из наиболее важных и хорошо зарекомендовавших себя моделей. Её идея состоит в том, что животные, как и люди, будучи подвергнуты неожиданным и, в то же время, неизбежным негативным событиям зачастую вырабатывают поведенческий и когнитивный дефицит, известный как депрессия.

В опытах выученная беспомощность вызывается с помощью ударов электрическим током по лапкам мыши, это повторяется до тех пор, пока животное не прекращает попыток вырваться из неприятной для него ситуации. Один из главных недостатков модели состоит в том, что для того чтобы вызвать клиническую картину депрессивных симптомов требуется достаточно мощное воздействие, что создает определенные этические проблемы.
- Хронический стресс низкой интенсивности
- Стресс социального поражения: фактически неотъемлемая часть жизни всех высших животных. Под социальным поражением понимается проигрыш субъекта в условиях социального конфликта: либо в схеме один на один, либо один против всех. Стрессы такого рода широко распространены среди людей и потенциально имеют для проигравшей стороны чрезвычайно серьёзные последствия. Как правило, человек оказавшийся в ситуации социального поражения испытывает острые симптомы депрессии, одиночества, изолирует себя от окружающих, у него падает самооценка, зачастую это приводит к смерти от самоубийства. Что интересно, депрессию такого рода можно вызвать и у лабораторных мышек, для этого некрупного самца подсаживают в клетку к куда более крупному и агрессивному самцу (схема "хозяин/чужак"), и им предоставляется возможность "выяснить отношения". Исход всех схваток между ними очевиден, ввиду явного неравенства сил. Через некоторое время, у проигравшей стороны можно наблюдать симптомы поведенческой депрессии.[источник не указан 3804 дня]